# Rumunsko na Hopmanově poháru
Rumunsko se účastnilo Hopmanova poháru celkem třikrát. Poprvé to bylo v roce 1997, kdy skončilo v základní skupině. O rok později se nedostalo přes kvalifikaci play-off. Naposledy to bylo v roce 2010, kdy taktéž skončilo v základní skupině s jednou výhrou.

## Tenisté
Tabulka uvádí seznam rumunských tenistů, kteří reprezentovali stát na Hopmanově poháru.
| Jméno             | Celkem V/P | Dvouhra V/P | Čtyřhra V/P | Poprvé | Počet startů |
| Sorana Cîrsteaová | 2–2        | 1–2         | 1–0         | 2010   | 1            |
| Victor Hănescu    | 1–2        | 0–2         | 1–0         | 2010   | 1            |
| Dinu Pescariu     | 1–1        | 0–1         | 1–0         | 1998   | 1            |
| Irina Spîrlea     | 4–4        | 2–2         | 2–2         | 1997   | 2            |
| Adrian Voinea     | 2–3        | 1–1         | 1–2         | 1997   | 1            |

## Výsledky
| Rok  | Fáze soutěže         | Místo konání         | Soupeř        | Výsledek | Stav   |
| ---- | -------------------- | -------------------- | ------------- | -------- | ------ |
| 1997 | Základní skupina     | Burswood Dome, Perth | Švýcarsko     | 1–2      | Prohra |
| 1997 | Základní skupina     | Burswood Dome, Perth | Německo       | 3–0      | Výhra  |
| 1997 | Základní skupina     | Burswood Dome, Perth | Jižní Afrika  | 1–2      | Prohra |
| 1998 | Kvalifikace Play-Off | Burswood Dome, Perth | Slovensko     | 1–2      | Prohra |
| 2010 | Základní skupina     | Burswood Dome, Perth | Austrálie     | 2–1      | Výhra  |
| 2010 | Základní skupina     | Burswood Dome, Perth | Španělsko     | 0–3      | Prohra |
| 2010 | Základní skupina     | Burswood Dome, Perth | Spojené státy | 0–3      | Prohra |